# 穆罕默德·哈希姆·汗

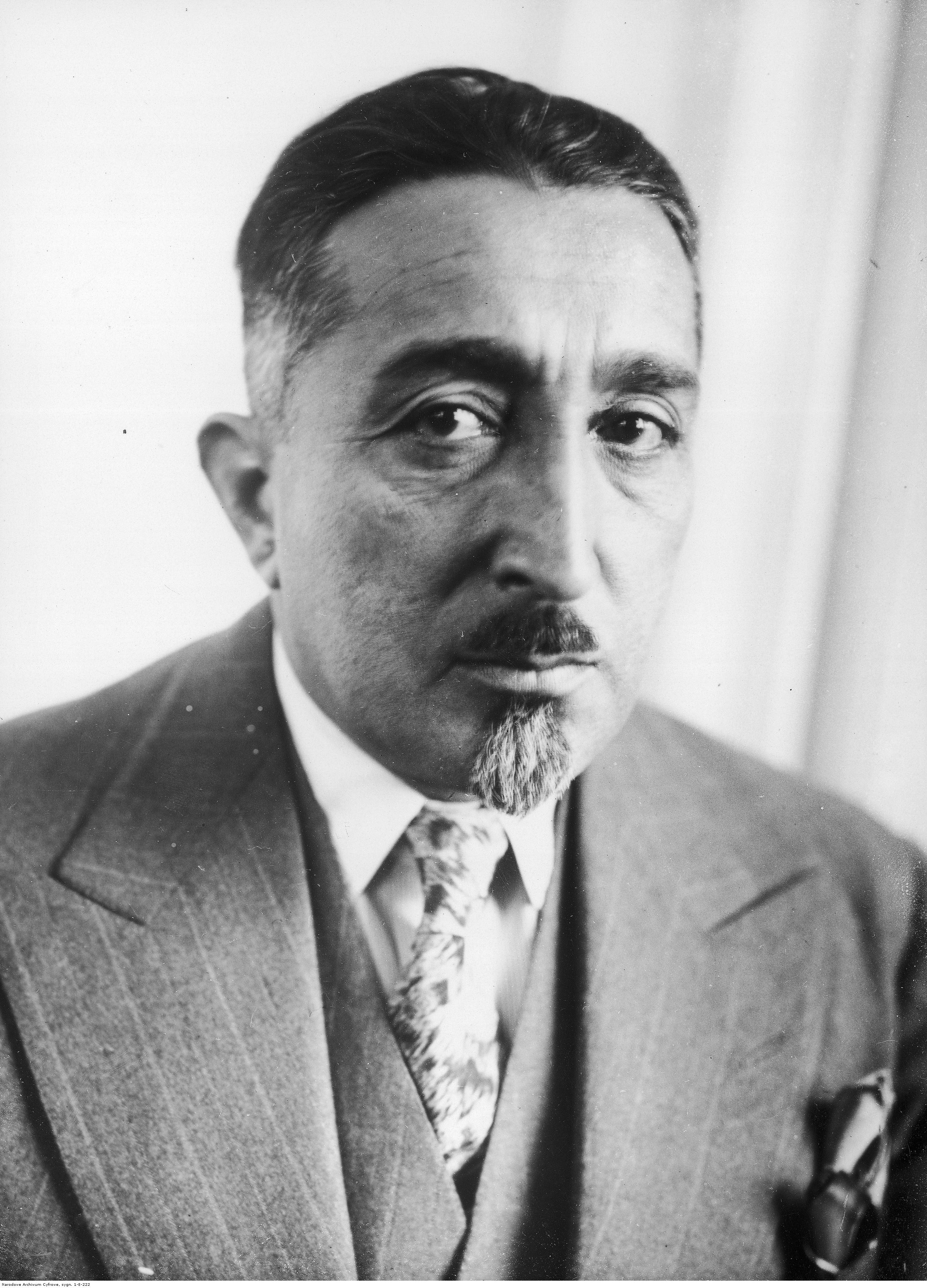
穆罕默德·哈西姆·汗

穆罕默德·哈希姆·汗（普什圖語：‎／Mohammad Hashim Khan，1884年—1953年10月26日），是阿富汗王国政治家、巴拉克宰王室成员，国王穆罕默德·纳第尔·沙阿的弟弟。他曾于1929年至1946年期间担任阿富汗总理，同时也是该国首任总理。